# Oxfordi Egyetem
Az Oxfordi Egyetem (angolul  University of Oxford  vagy csak egyszerűen Oxford) Angliában, Oxfordshire központjában, Oxfordban működő egyetem. Az angol nyelvterületen ez a legrégebbi egyetem, és a bolognai egyetem után a második legrégebbi egyetem, amely ma is működik. A világ egyik vezető felsőoktatási, kutatási helyének tekintik világszerte. A nevet néha személynevek után írva a latin Oxoniensis rövidítéseként Oxon.-nak rövidítik, de hivatalos publikációkban az Oxf rövidítéssel is lehet találkozni.

## Az egyetem felépítése
Az egyetemnek mintegy 130 intézete, kutatóközpontja van, és Cambridge-i Egyetemmel megegyező rendszerben 39 egyeteme és 5 úgynevezett független magán csarnoka (független magán hallja) van. Más egyetem nem épül fel ebben a rendszerben (A Londoni Egyetem "college"-ei nevükkel ellentétben önálló, teljes jogú egyetemek, amelyek egymástól gyakorlatilag teljesen függetlenül működnek.) A turisták népszerű tévedésével szemben az Oxfordi Egyetem college-i nem önálló intézmények. A college-ek jelentős önállósággal bíró intézmények az egyetemen belül, saját vagyonnal, amik BA szinten a diákok elszállásolásáért, étkeztetéséért, szociális életéért, és részben oktatásáért is felelősek, továbbá az egyetemi szabályzattal összhangban, BA szinten maguk választhatják ki hallgatóikat. Az oktatók nagy része is tagja valamelyik college-nek, ez esetükben a nyilvánvaló presztízsen kívül különféle juttatásokat, plusz fizetést jelent. Azonban az összes intézet, tanszék és kutatóközpont az egyetemi maghoz tartozik, és a diplomákat is az egyetem adja ki, azon megjelölve a diák college tagságát, aminek az egyetem befejezését követően az esetleges kapcsolati köröket leszámítva semmi jelentősége sincs.

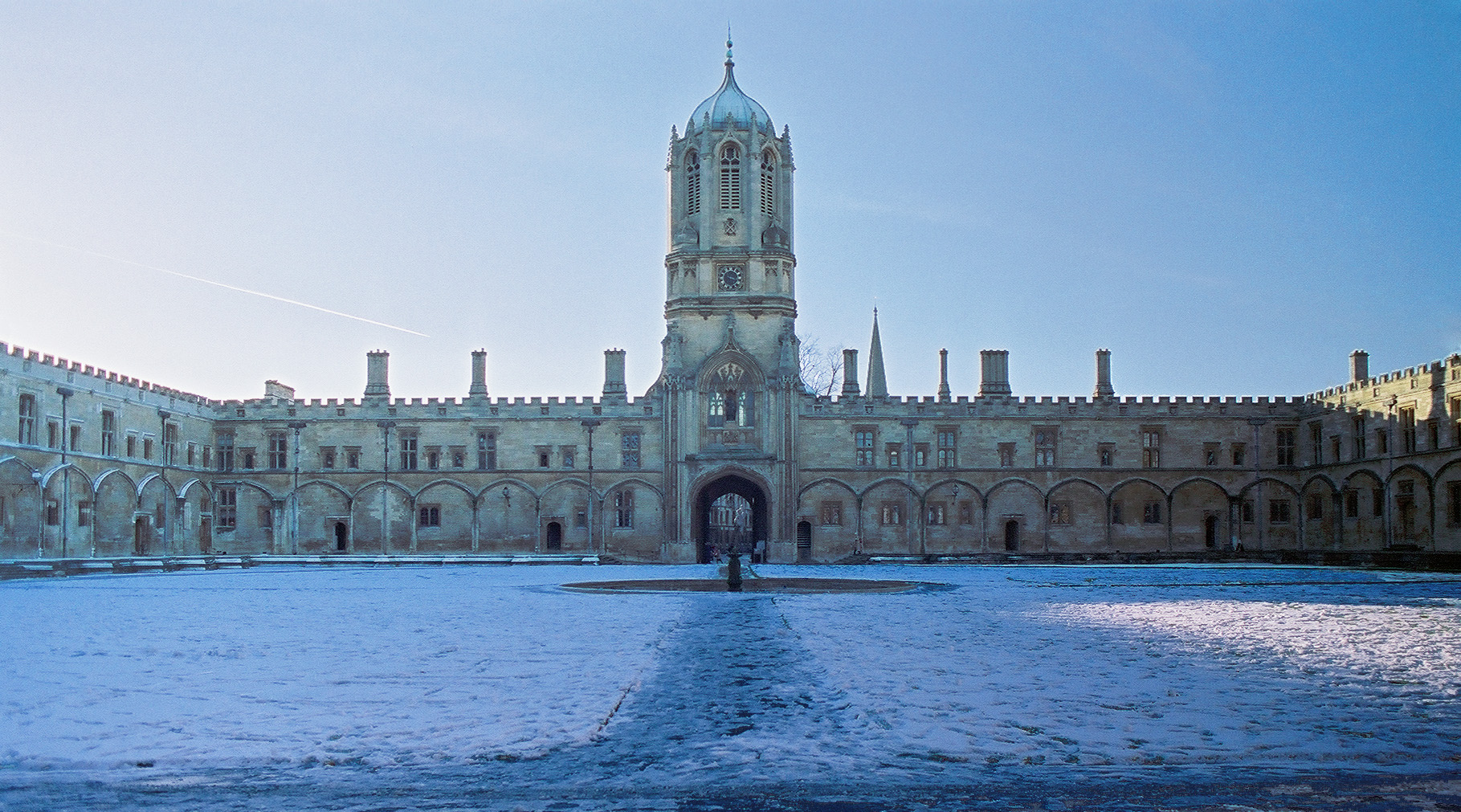
Christ Church (college) Tom udvar a hóban

## Kialakulása
Az egyetem gyökerei legalább a 12. század végéig visszavezethetőek, de az alapítás pontos időpontja bizonytalan. 1096-ban már biztosan folyt itt tanítás. Miután II. Henrik megtiltotta 1167-ben az angol hallgatóknak, hogy külföldre járjanak egyetemre, Oxford nagyon gyorsan fejlődött.
1209-ben a város és a diákok/oktatók között kitört viszály miatt az oktatók egy része északkeletre hajózott, és megalapította a Cambridge-i Egyetemet. A két, együtt Oxbridge-ként emlegetett egyetem rivalizálása több évszázados múltra tekint vissza, ugyanakkor nincs még két másik egyetem a világon, amelyek ennyire hasonlóan működnének, és épülnének fel. Mindkét egyetem college rendszerben működik, és az oktatási módszerük is gyakorlatilag megegyező. Ennek lényege, hogy az előadásokon és esetleges szemináriumokon kívül a hallgatóknak van egy un. supervisor-juk, vezető oktatójuk, akivel hetente kettesben átbeszélik a diák erre írt esszéit. A rendszer lényege, hogy rendkívül személyes, és koncentrált tanulást tesz lehetővé. Érdekesség, hogy Oxford és Cambridge diákjai a felmérések szerint heti szinten mintegy 50%-kal több időt szentelnek a tanulmányaiknak, mint az egyéb vezető brit egyetemek diákjai. Azonos évben a diákok nem jelentkezhetnek Oxfordba és Cambridge-be egyaránt, hanem választaniuk kell a két egyetem között, és meg kell jelölniük egy college-t, amelybe felvételizni szeretnének.
Az Oxfordi Egyetem a kutatók által irányított, brit egyetemeket összefogó Russell Group, a vezető európai egyetemeket összefogó Coimbra Group és az Európai Kutató Egyetemek Szövetsége (LERU) tagja, valamint központi szerepet tölt be a Europaeumban. A különféle ranglistákon Oxford mindig benn van a világ 10 legjobb egyeteme között. Több mint 100 éve létezik már a Rhodes Scholarship, mely az Egyesült Államokból Oxfordba hívja a legjobban teljesítő hallgatókat, hogy posztgraduális vagy MA szintű képzésben itt folytassák tanulmányaikat.

## Ranglisták
A brit egyetemi listákon Oxford és Cambridge váltja egymást az 1-2. helyen. A három legrangosabb világranglistából kettő azonban a Cambridge-i Egyetem elsőbbségét hozza, egy pedig holtversenyt: a 2011-es ARWU listán (ami kizárólag tudományos teljesítményt mér) Oxford a világban a 10., Cambridge az 5., a QS listán Oxford az 5. Cambridge az 1, míg a TIMES világranglistáján mindkét egyetem a 6. helyen található.

## Vagyona
Az Oxfordi Egyetem készpénzben és befektetésekben mért vagyona jelenleg 3,3 milliárd font (kb. 1100 milliárd forint), ezzel az Egyesült Királyság és egyben Európa 2. leggazdagabb egyetem a Cambridge-i Egyetem után (melynek vagyona 4,1 milliárd font), a világban pedig a 12. leggazdagabb. Ez a vagyon azonban nem tartalmazza az egyetem által birtokolt földterület, épületek, műkincsek összesen több milliárd fontnyi összegét.

## Tradíciók
Az egyetemi és diákélet nagy tradíciókkal rendelkezik. Hivatalos alkalmakkor (pl. vizsgázás), ünnepségekkor vagy leggyakrabban formális vacsorákon a diákok (és oktatók) végzettségüknek megfelelő talárt (fekete köpenyt) hordanak. Minden college-nek megvannak a saját szokásai, csapatai, történelme stb., ugyanakkor igazán jelentős különbségek nincsenek köztük.

## Magyar vonatkozások
Az Oxfordi Egyetemen szerzett mérnöki oklevelet Horthy Miklós unokája, Horthy István (Sharif).

## Képek

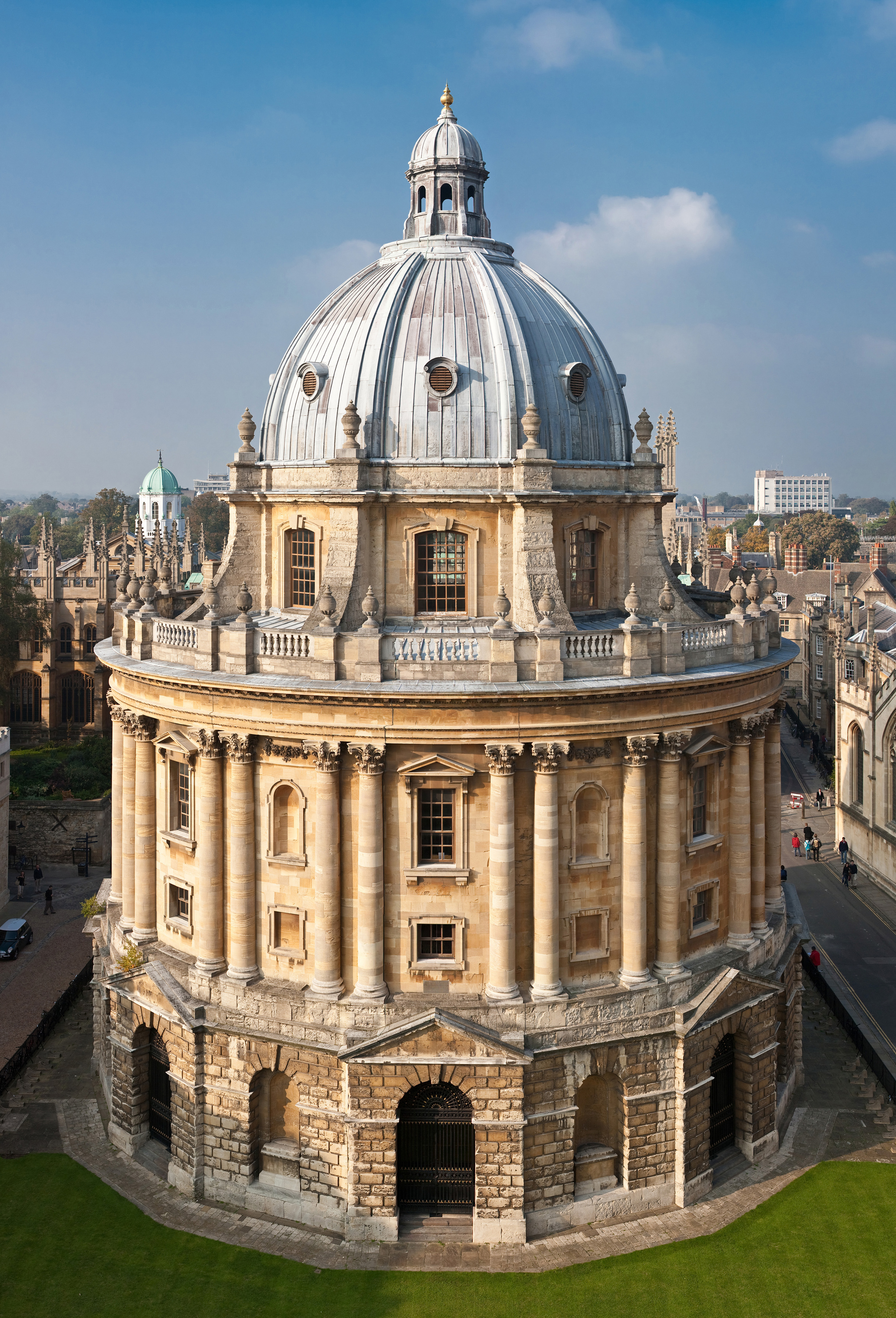
A Radcliffe Camera, 1737–1749 között épült. A Bodleian könyvtár köteteinek egy részét tartalmazza
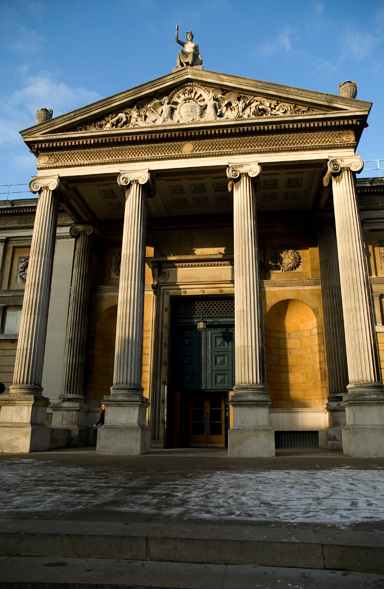
Az Ashmolean múzeum, a legrégibb múzeum Nagy-Britanniában
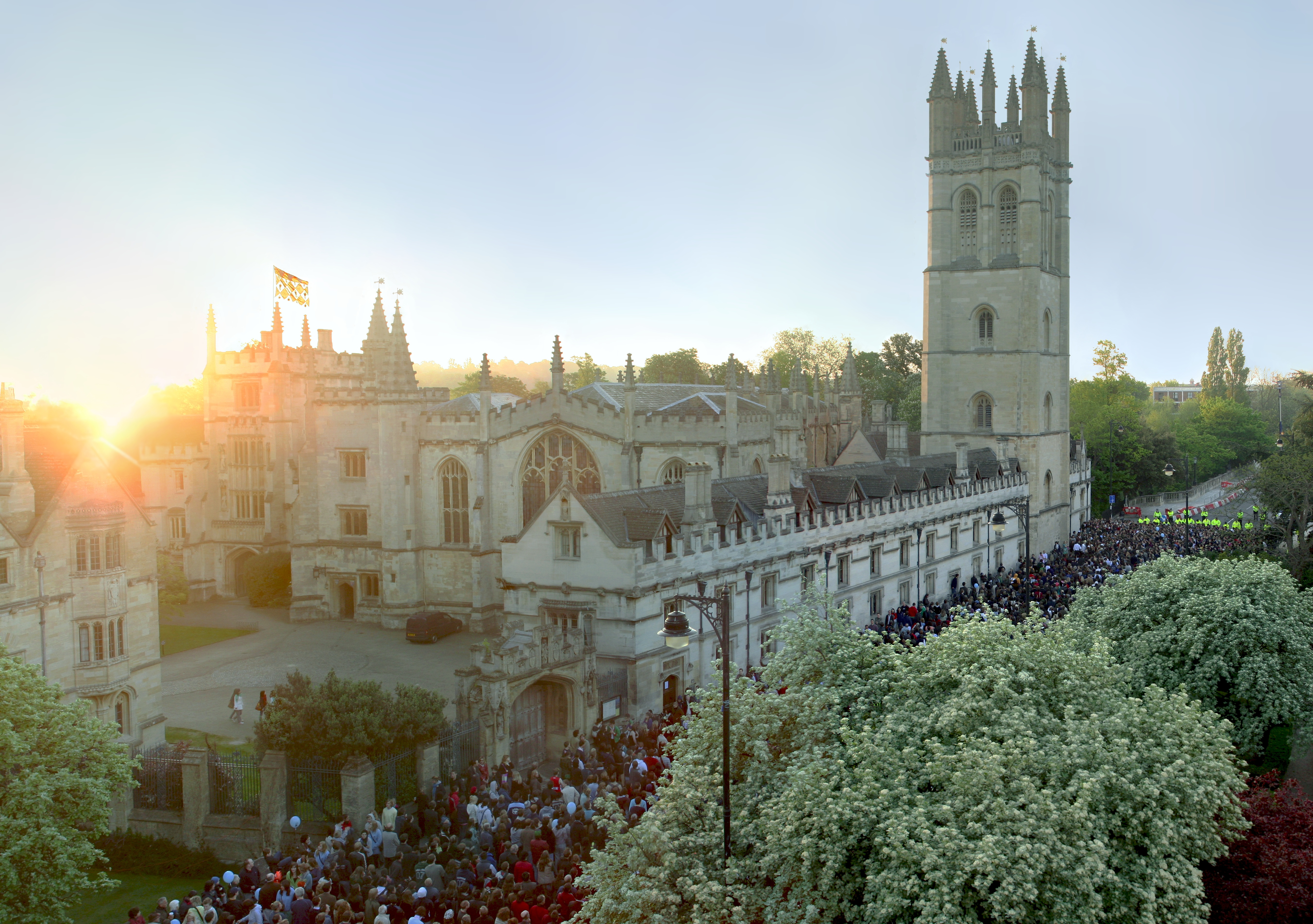
Magdalen College
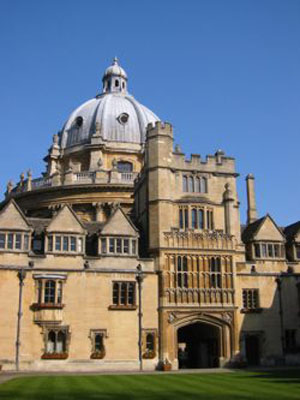
A Brasenose College főbejárata
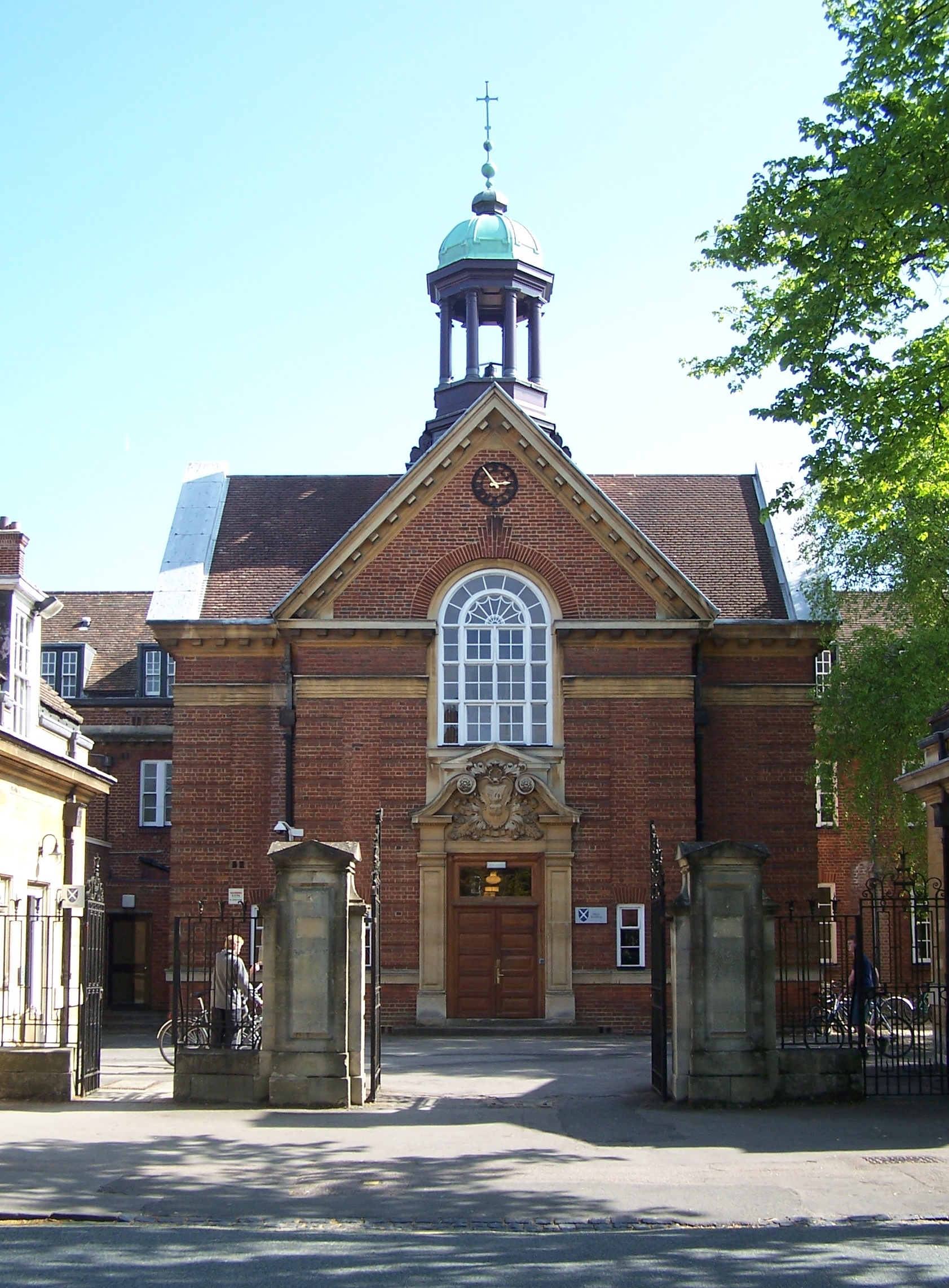
A St Hugh’s College főbejárata